# Batsford
Batsford – wieś w Anglii, w hrabstwie Gloucestershire, w dystrykcie Cotswold. Leży 39 km na północny wschód od miasta Gloucester i 124 km na północny zachód od Londynu.